# Національний історичний музей (Аргентина)
Національний історичний музей (ісп. Museo Histórico Nacional) розташований у буенос-айреському районі Сан-Тельмо. Музей присвячений історії Аргентини, перш за все періоду Травневої революції і війни за незалежність.

## Історія
Музей було засновано мером Буенос-Айреса Франсіско Сеебером 24 травня 1889 року під назвою Столичний історичний музей (ісп. Museo Histórico de la Capital). Першим директором музею, відкритого 15 лютого 1891 року, став Адольфо Карранса. Частину колекції музею подарували нащадки героїв Травневої революції і війни за незалежність, решту передав Народний музей. Оскільки експозиція музею охоплювала не лише історію столиці, його було вирішено перейменувати у Національний історичний музей. 1897 року музеї переїхав з муніципальної будівлі, де нині розташовується Ботанічний сад, до будинку у власності уряду держави у парку Лесама, де він знаходиться до цього часу. 1997 року будинок по вул. Оборони, 1652, де знаходиться основна експозиція музею, було визнано національною історичною пам'яткою.

## Фонди
У музеї виставлені предмети, пов'язані з визначними подіями й особистостями в історії Аргентини, передусім періоду Травневої революції і війни за незалежність. Тут зберігаються речі Хосе де Сан-Мартіна, Мануеля Бельграно, Бартоломе Мітре, картини Прілідьяно Пуейрредона і Кандідо Лопеса, старовинні книги і літографії, релігійні картини і скульптури, прапори, старовинна зброя і військова уніформа, меблі, музичні інструменти, одяг і предмети побуту аргентинців минулих століть. Національний історичний музей має 30 зал і бібліотеку. Штат робітників становить 33 особи, річний бюджет — 1,5 млн. песо.

Деякі експонати музею
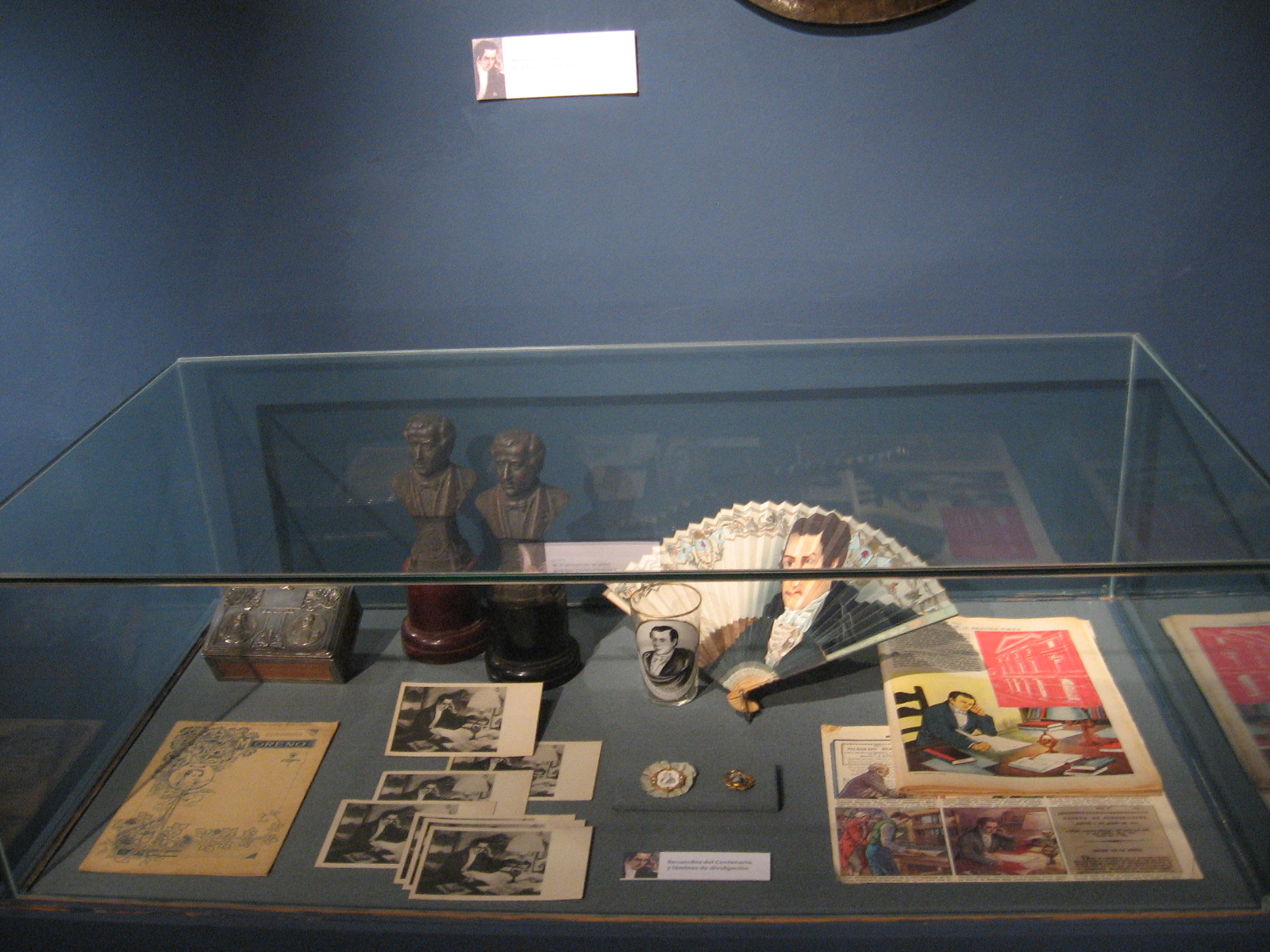
Речі Мар'яно Морено
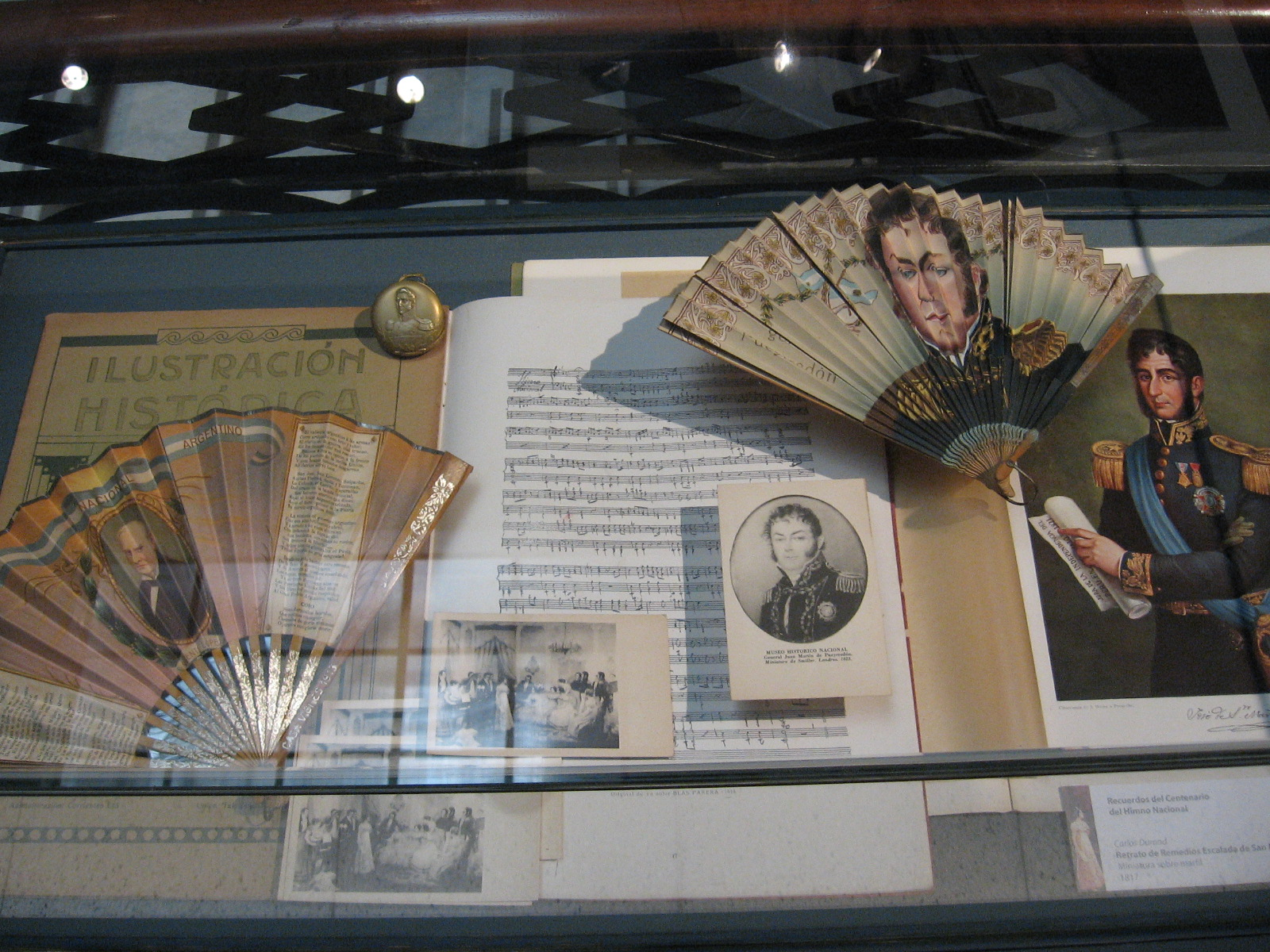
Партитура гімну Аргентини
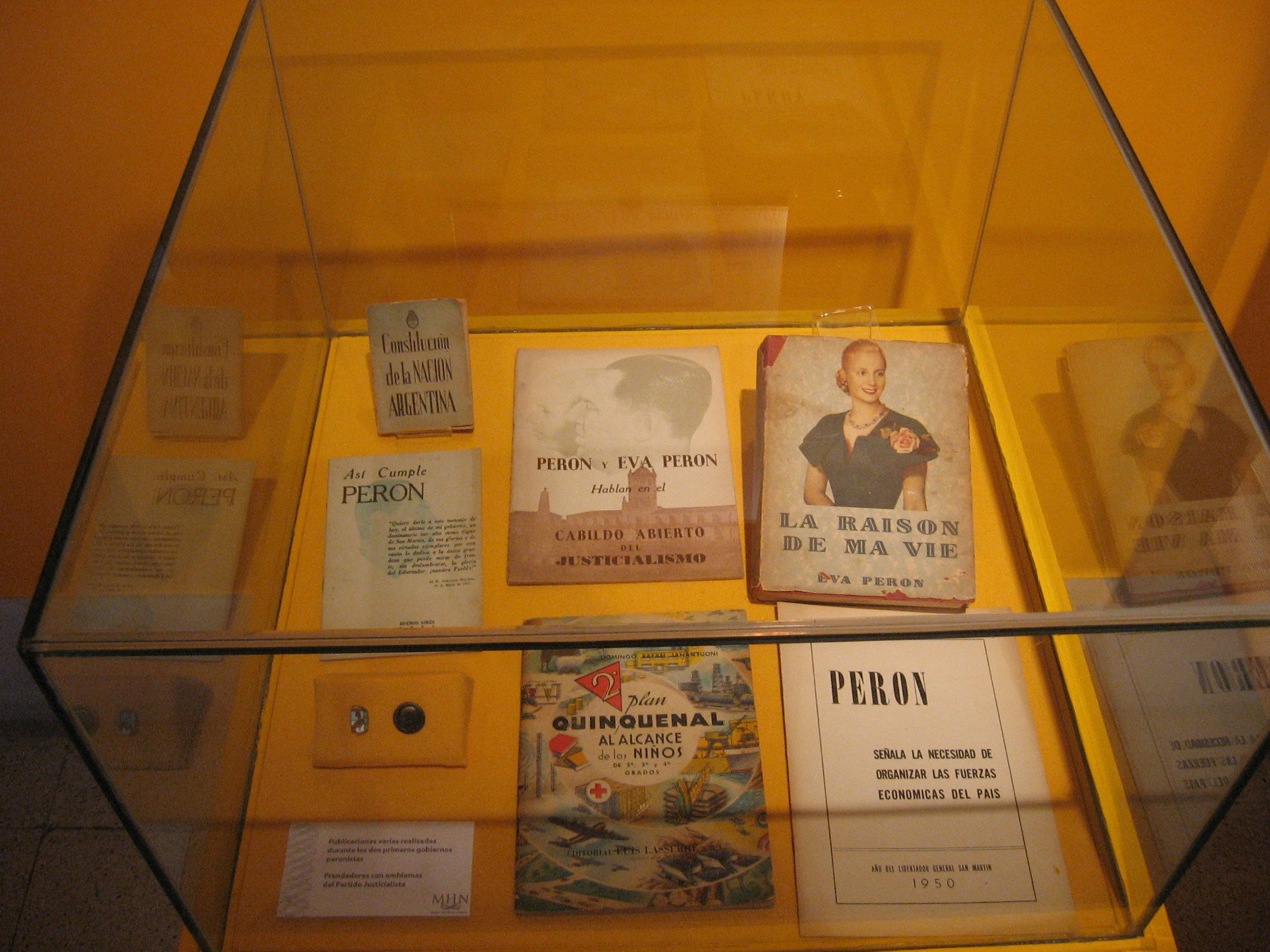
Пероністські видання
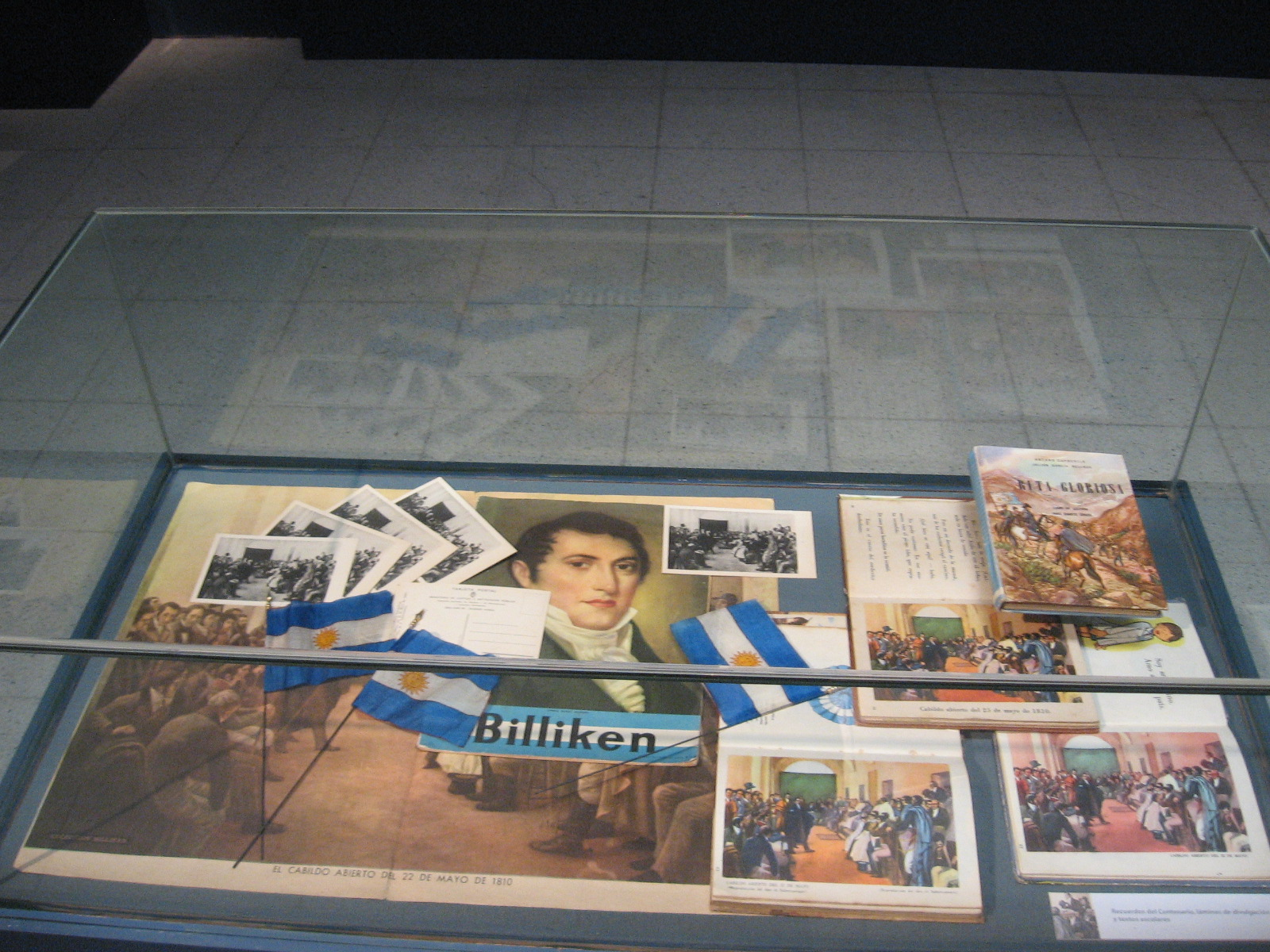
Видання про Травневу революцію
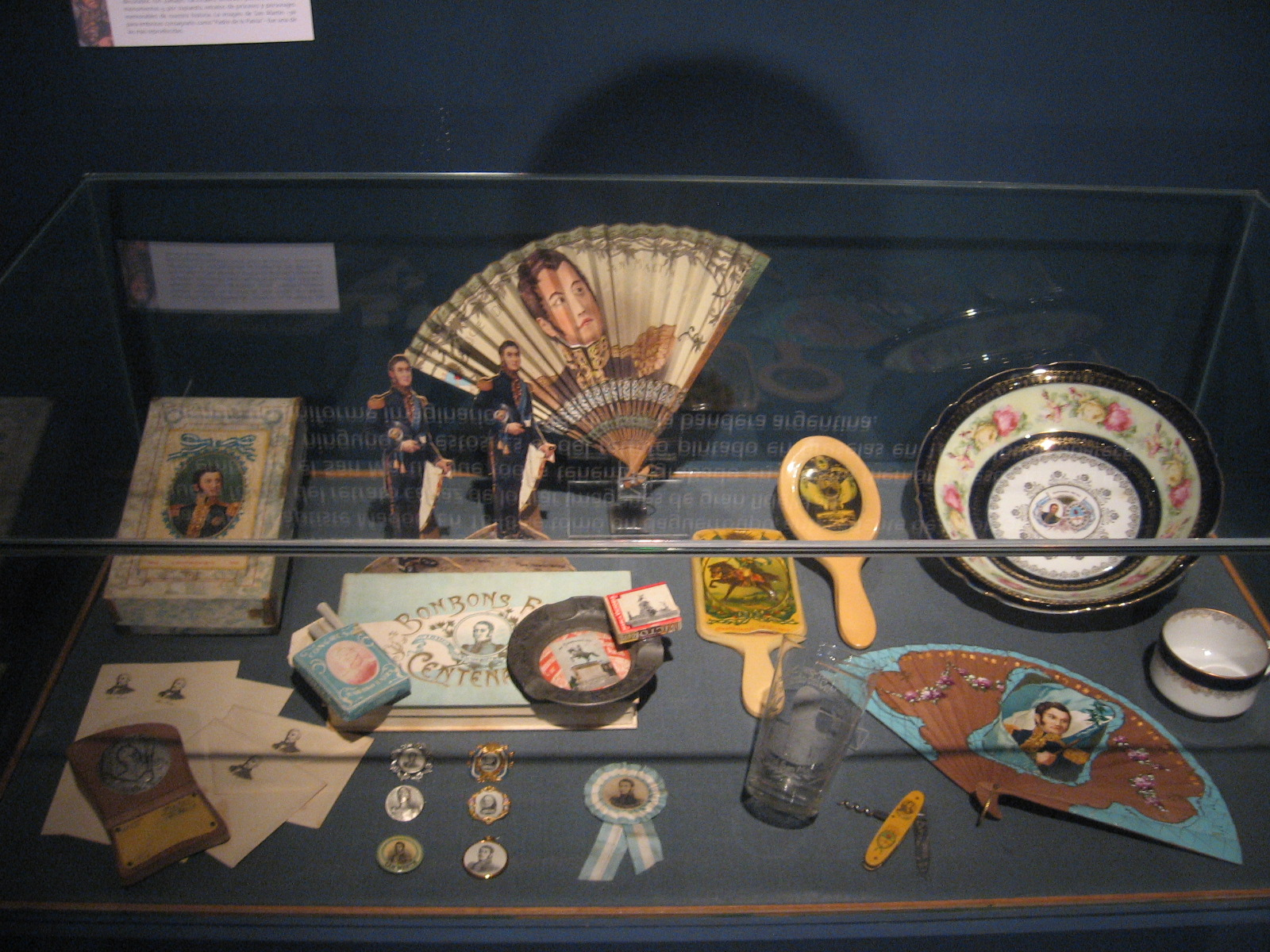
Речі, пов'язані з постаттю Сан-Мартіна
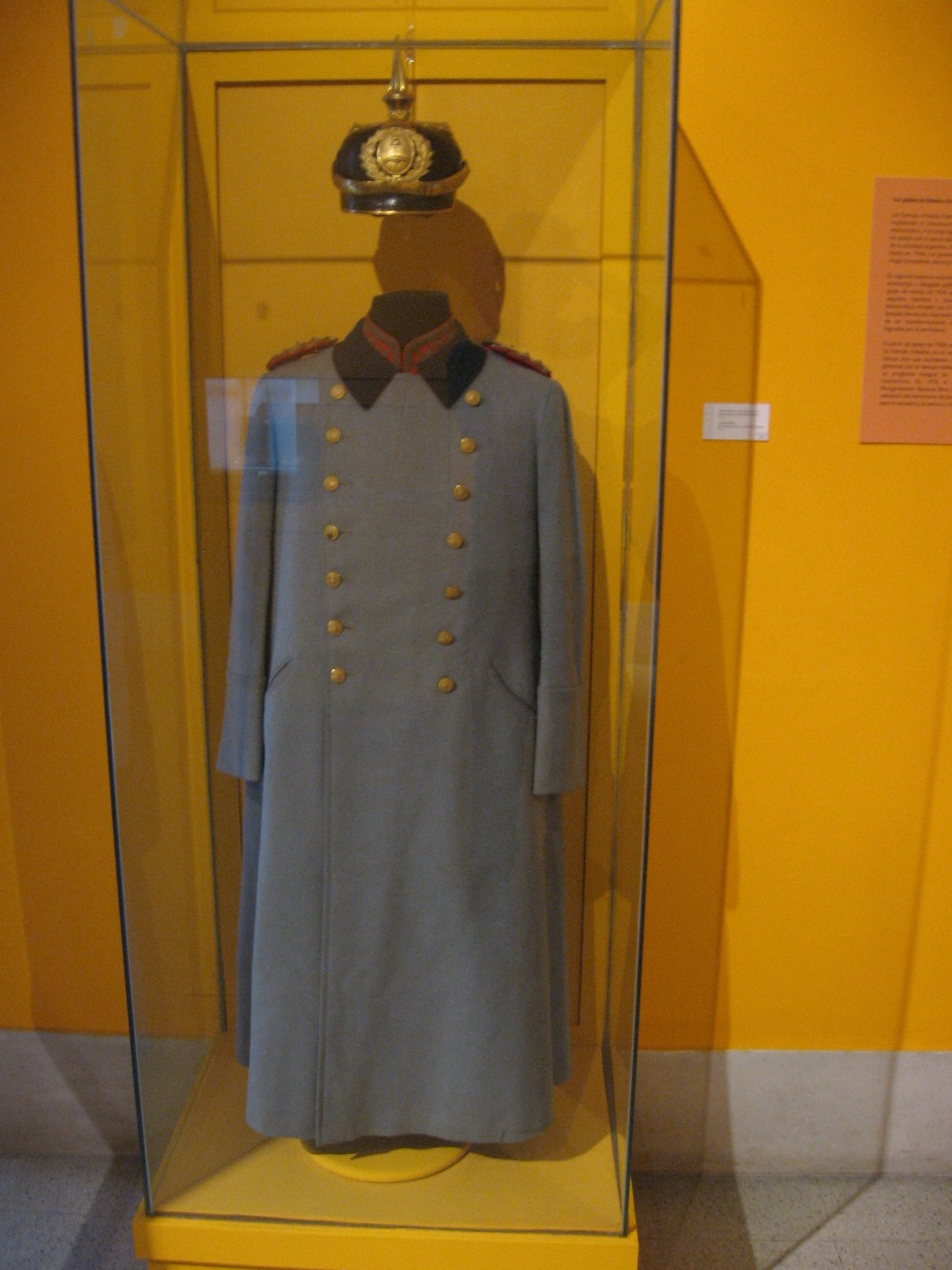
Уніформа Хосе Фелікса Урібуру